# Leuchocharis
Leuchocharis é um género de gastrópode  da família Orthalicidae.
Este género contém as seguintes espécies:
- †Leuchocharis loyaltiensis
- Leuchocharis pancheri
- †Leuchocharis porphyrocheila